# Questo sono io (album Gigi D'Alessio)
Questo sono io è il tredicesimo album in studio del cantautore italiano Gigi D'Alessio, pubblicato il 24 ottobre 2008 dalla Sony BMG e dalla GGD.
Il brano Giorni è stato utilizzato come sigla dell'ottava edizione di Amici di Maria De Filippi.

## Tracce
Testi e musiche di Gigi D'Alessio, eccetto dove indicato.
1. Superamore – 4:10
2. Giorni – 4:10
3. Nessuno te lo ha detto mai – 4:40
4. Sarai – 4:20 (testo: Pino Daniele, Gigi D'Alessio – musica: Pino Daniele)
5. Male d'amore – 4:10
6. Babbo Natale non c'è – 4:20
7. Solo lei – 4:00 – duetto con Andrè Reyes
8. Mezzanotte e un minuto – 4:10
9. Vattene via – 4:33
10. Addo' so' nato ajere – 3:40
11. Amami ancora – 4:40

## Formazione
- Gigi D'Alessio – voce, pianoforte
- Daniele Bonaviri – chitarra flamenco, chitarra classica
- Pino Daniele – chitarra classica
- Maurizio Fiordiliso – dobro
- Alfredo Golino – batteria
- Rosario Jermano – percussioni
- Adriano Pennino – tastiera, pianoforte, programmazione
- Maurizio Pica – chitarra classica
- John Robinson – batteria
- Francesco Grant – chitarra flamenco
- Cesare Chiodo – basso
- Lele Melotti – batteria
- Neil Stubenhaus – basso
- Andre Reyes – chitarra flamenco, cori
- Roberto D'Aquino – basso
- Claudia Arvati – cori
- Anna Tatangelo – cori
- Fabrizio Palma – cori
- Rossella Ruini – cori
- Luca Velletri – cori

## Classifiche
| Classifica (2008) | Posizione massima |
| ----------------- | ----------------- |
| Italia            | 1                 |
| Svizzera          | 20                |